# Kodamaea nitidulidarum
Kodamaea nitidulidarum är en svampart som beskrevs av C.A. Rosa, Lachance, Starmer, J.S.F. Barker, J.M. Bowles & Schlag-Edl. 1999. Kodamaea nitidulidarum ingår i släktet Kodamaea, ordningen Saccharomycetales, klassen Saccharomycetes, divisionen sporsäcksvampar och riket svampar.   Inga underarter finns listade i Catalogue of Life.